# Mary MacLane
Mary MacLane (1 de mayo de 1881 – c. 6 de agosto de 1929) fue una escritora estadounidense nacida en Canadá, cuyas francas memorias ayudaron a introducir el estilo confesional de la escritura autobiográfica. MacLane fue conocida como la "Wild Woman of Butte" (la Mujer Salvaje de Butte).
MacLane fue una autora muy popular para su tiempo, escandalizando a la población con sus impactantes primeras memorias, las más vendidas y en menor medida sus dos libros siguientes. Fue considerada salvaje e incontrolada, una reputación que ella cultivó declarándose abiertamente bisexual y feminista. En sus escrituras, se compara así misma con otra joven franca memorista, Marie Bashkirtseff, fallecida pocos años después del nacimiento de MacLane, y a quien H. L. Mencken llamó "the Butte Bashkirtseff."

## Primeros años y familia
MacLane Nació en Winnipeg, Manitoba, Canadá en 1881, pero su familia se mudó al área de Río Rojo de Minnesota, estableciéndose en Fergus Falls, localidad que su padre ayudó desarrollar. Después de su muerte en 1889, su madre se volvió a casar con el abogado H. Gysbert Klenze, amigo de la familia. Poco después la familia se mudó a Montana, estableciéndose primero en Great Falls y finalmente en Butte, donde Klenze agotó los fondos familiares en minería y otras empresas. MacLane pasó la mayor parte de  su vida en los Estados Unidos. Empezó a  escribir para su periódico escolar en 1898.

## Escritura

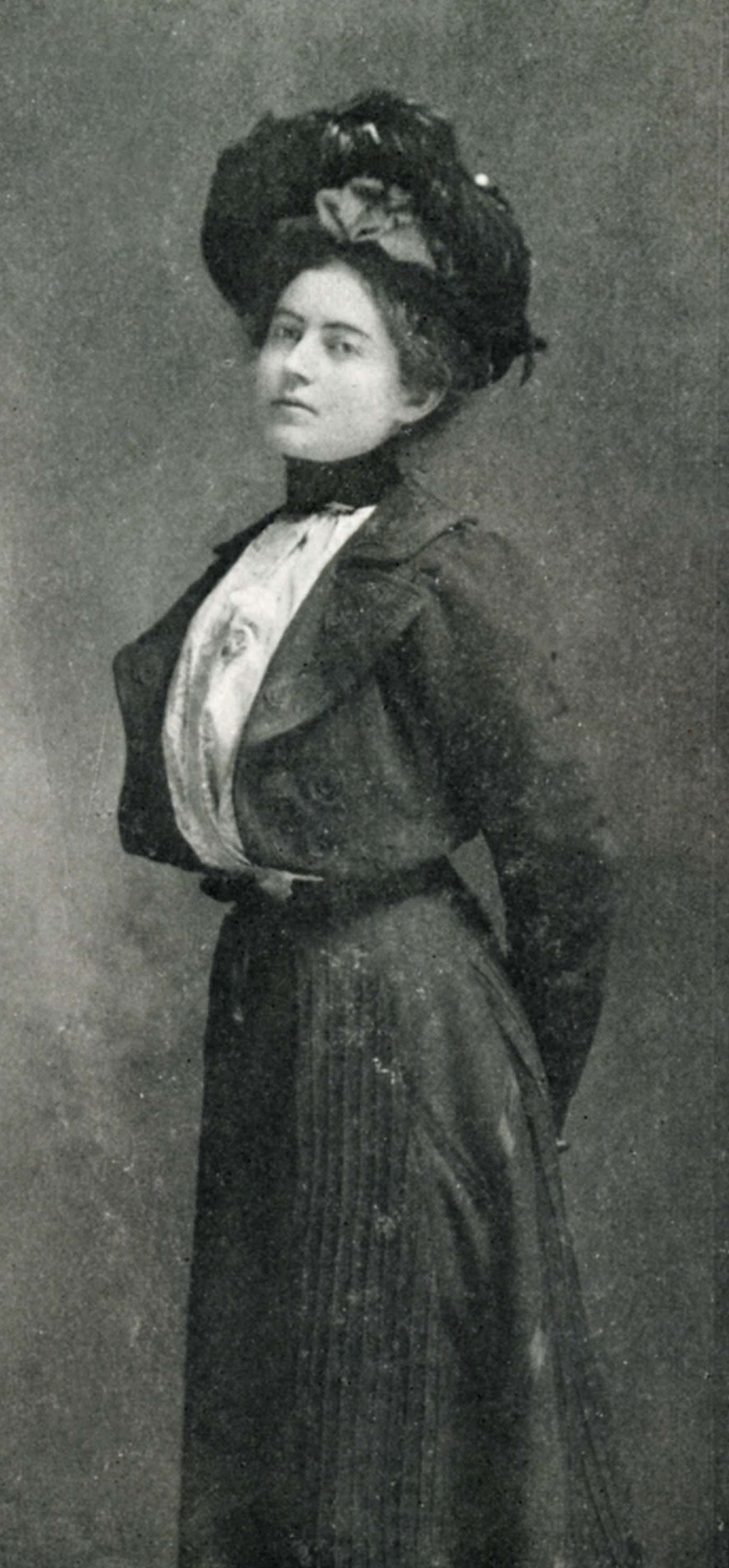
Mary MacLane (De la cubierta interior de La Historia de Mary MacLane, Herbert S. Stone y Compañía, 1902)

Desde el principio, la escritura de MacLane estuvo caracterizada por un estilo directo, ardiente y altamente individualista. Sin embargo, también fue fuertemente influida por realistas regionales estadounidenses como John Townsend Trowbridge (con quien intercambió unas cuantas cartas), Mary Louise Pool y Hamlin Garland.
Con 19 años, en 1901, MacLane escribió su primer libro, titulado por ella I await the Devil's Coming (Espero la llegada del diablo) pero fue cambiado por sus editores, Herbert S. Stone & Co., a The story of Mary MacLane (La Historia de Mary MacLane). Fueron vendidas 100.000 copias en el primer mes e influyó en las mujeres jóvenes a la vez que fue criticado por críticos conservadores y lectores,  y ligeramente ridiculizado por H. L. Mencken.
Algunos críticos han sugerido que incluso para los estándares actuales, la escritura de MacLane era cruda, sincera, inquebrantable, consciente de sí misma sensual y extrema. Escribió abiertamente sobre el egoísmo y su amor propio, sobre la atracción sexual y el amor hacia otras mujeres, e incluso sobre su deseo de casarse con el Diablo.
Su segundo libro, My friend Annabel Lee fue publicado por Stone en 1903. Más experimental en estilo que su libro de debut, no fue sensacionalista, aunque se dijo que MacLane ganó una importante suma de dinero.
Su último libro, I, Mary Maclane: A Diary of Human Days fue publicado por Frederick Un. Stokes en 1917, se vendió moderadamente bien pero pudo haber sido eclipsado por la entrada reciente de América en la Primera Guerra Mundial.
En 1917, escribió y protagonizó en el minuto 90 la película silenciosa autobiográfica titulada Men Who have Made Love to Me, para Essanay Estudios. Producido por el pionero del cine George Kirke Spoor y basado en un artículo de 1910 de MacLane con el mismo título para un diario de Butte, se especuló que fue una ruptura sostenida con la cuarta pared del cine extremadamente temprana, si no la más temprana, con el escritor -estrella dirigiéndose directamente a la audiencia-. Aunque las imágenes fijas y algunos subtítulos han sobrevivido, ahora se cree que la película está perdida.

## Influencia
Entre los numerosos autores que hicieron alguna referencia, parodiaron o contestaron a MacLan se encontraban Mark Twain, F. Scott Fitzgerald, Harriet Monroe, el famoso abogado Clarence Darrow, Anillo Lardner Jr., Sherwood Anderson y Daniel Clowes en su novela Ice Haven. Entre el menos recordados estaba  Gertrude Sanborn, quién publicó una respuesta optimista a la obra de MacLane 1917 I, Mary MacLane bajo el título I, Citizen of Eternity (1920).

## Vida personal
MacLane siempre se irritó o sintió "ansiedad por el lugar" al vivir en Butte, que era una ciudad minera lejos de  los centros culturales y utilizó el dinero de las ventas de su primer libro para viajar primero a Chicago y después a Massachusetts. Vivió en Rockland, pasando el invierno en St. Augustine, Florida, de 1903 a 1908, luego en Greenwich Village de 1908 a 1909, donde continuó escribiendo y, por su propia cuenta, viviendo una decadente y bohemia existencia. Fue muy amiga de la escritora feminista Inez Haynes Irwin, a quién se menciona en la correspondencia privada y se menciona en algunos escritos de MacLane de 1910 en un periódico de Butte.
Por un tiempo vivió con su amiga Caroline M. Branson, quién había sido compañera de Maria Louise Pool durante mucho tiempo y hasta su muerte en 1898. Vivieron en Rockland en la casa que Pool que le dejó a Branson. Mary Maclane también tuvo una relación con Harriet Monroe. En un poema de 1902, MacLane escribe:

Dear Harriet Monroe -
I remember you-
I remember you on a summer forenoon.-
You were there and I was there.-
We went out to walk by the lake-shore.-
The lake-shore was very beautiful.-
You were so fascinating that day. You were so strong. You were so true.-
Particularly you were so true.-
I loved you.-
I had infinite faith in you.-
And you were kind.-
You were kind - so that I felt it without knowing it.-
Which is a wonderful thing and goes far.-
Surely no Pharisee was ever yet kind like that.-
For a summer forenoon:-
My love to you - oh, my love to you.
Dear Harriet Monroe. -
At any rate - good-by.-
- My love to you, always.
Querida Harriet Monroe:

Te recuerdo-
Te recuerdo en una mañana de verano.-
Tú estabas allí y yo estuve allí.-
Salimos a caminar por la orilla del lago.-
La orilla del lago era muy hermosa.-
Estuviste tan fascinante ese día. Eras tan fuerte. Eras tan cierta.-
Particularmente eras tan cierta.-
Yo te amaba.-
Tuve una fe infinita en ti.-
Y fuiste amable.-
Fuiste amable, así que lo sentí sin saberlo.-
Lo cual es algo maravilloso y va lejos.-
Seguramente ningún fariseo fue tan amable como ese.-
Para una mañana de verano:-
Mi amor para ti - oh, mi amor para ti.
Querida Harriet Monroe. -
En cualquier caso, adiós.

- Mi amor para ti, siempre.

MacLane murió en Chicago a principios de agosto de 1929, con 48 años. Sea menos frecuentemente hablado a través del mid a siglo XX tardío, y su prosa quedada fuera de impresión hasta tardío 1993, cuándo La Historia de Mary MacLane y algunos de su trabajo de característica del diario era republished en Oscuridad Tierna: Una Mary MacLane Antología.

## Colecciones contemporáneas y performances
En enero de 2011, el editor de Oscuridad Tierna (1993) anunció la publicación de una antología de trabajos completos integrada y un estudio biográfico de MacLane. El primer volumen, Human Daysː A Mary MacLane Reader (con un Prefacio de Bojana Novakovic), finalmente se publicó a finales de 2014.
En 2011, Novakovic escribió e interpretó The Story of Mary MacLane-By Herself en Melbourne, Australia, que posteriormente se realizó en Sídney, Australia en 2012.

### Libros
- The Story of Mary MacLane (1902)
- My Friend, Annabel Lee (1903)
- I, Mary MacLane: A Diary of Human Days (1917, 2013)
- Tender Darkness: A Mary MacLane Anthology (reprint) (1993)
- The Story of Mary MacLane and Other Writings (reprint anthology) (1999)
- I Await the Devil's Coming (2013)
- Human Days: A Mary MacLane Reader (foreword by Bojana Novakovic) (2014)
- Mary in The Press: Miss MacLane and Her Fame (forthcoming - 2015)
- A Quite Unusual Intensity of Life: The Lives, Works, and Influence of Mary MacLane (forthcoming - 2015)

### Seleccionó artículos
- [Untitled article on stoicism] (1898)
- Consider Thy Youth and Therein (1899)
- Charles Dickens - Best of Castle-Builders (graduate oration, 1899)
- Mary MacLane at Newport (1902)
- Mary MacLane at Coney Island
- Mary MacLane on Wall Street (1902)
- Mary MacLane in Little Old New York (1902)
- On Marriage (1902)
- A Foreground and a Background (1903)
- Mary MacLane Discusses the ‘Outward Seeming of Denver’ (1903)
- The Second 'Story of Mary MacLane' (1909)
- Mary MacLane Soliloquizes on Scarlet Fever (1910)
- Mary MacLane Meets the Vampire on the Isle of Treacherous Delights (1910)
- The Autobiography of the Kid Primitive (1910)
- Mary MacLane Wants a Vote - For the Other Woman (1910)
- Men Who Have Made Love to Me (1910)
- The Latter-Day Litany of Mary MacLane (1910)
- The Borrower of Two-Dollar Bills - and Other Women (1910)
- A Waif of Destiny on the High Seas (1910)
- Woman and the Cigarette (1911)
- Mary MacLane Says - (1911)
- Mary MacLane on Marriage (1917)
- The Movies and Me (1918)

### Guiones y filmografía
- Men Who Have Made Love to Me (1918)[8]

## Otras lecturas
- Mattern, Carolyn J., "Mary MacLane: A Feminist Opinion", Montana The Magazine of Western History, 27 (Autumn 1977), 54-63.
- Miller, Barbara, "'Hot as Live Embers--Cold as Hail': The Restless Soul of Butte's Mary MacLane", Montana Magazine, September 1982, 50-53.
- Terris, Virginia R., "Mary MacLane--Realist", The Speculator, Summer 1985, 42-49.
- Wheeler, Leslie A., "Montana's Shocking 'Lit'ry Lady'", Montana The Magazine of Western History, 27 (Summer 1977), 20-33.